# مارسيل مارتي
مارسيل مارتي (بالإسبانية: Marcel Martí)‏ هو نحات ورسام إسباني وأرجنتيني، ولد في 1925 في الفير، كوريينتس ‏ في الأرجنتين، وتوفي في 11 أغسطس 2010 في Peratallada ‏ في إسبانيا.